# Кастель-Сан-Джованні
Кастель-Сан-Джованні (італ. Castel San Giovanni) — муніципалітет в Італії, у регіоні Емілія-Романья,  провінція П'яченца.
Кастель-Сан-Джованні розташований на відстані близько 430 км на північний захід від Рима, 165 км на захід від Болоньї, 21 км на захід від П'яченци.
Населення — 13 803 особи (2014).

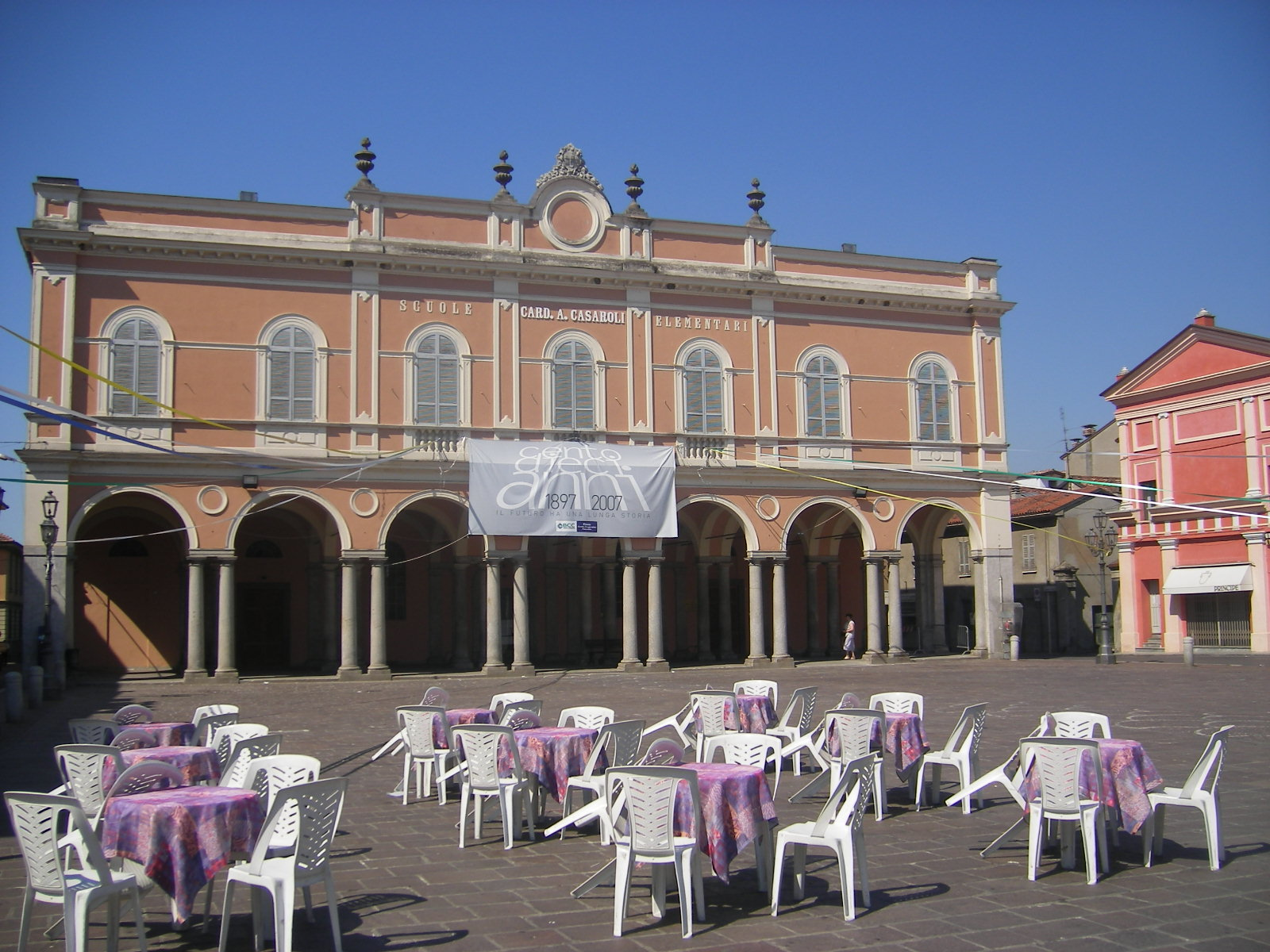

Щорічний фестиваль відбувається 24 червня. Покровитель — San Giovanni.

## Демографія
Населення за роками:

Станом на 1 січня 2023 року в муніципалітеті офіційно проживало 3413 іноземців з 63 країн, серед них 908 громадян країн Євросоюзу та 104 громадяни України.

## Уродженці
- Карло Джирометта (*1913 — †1989) — італійський футболіст, нападник.

## Сусідні муніципалітети
- Арена-По
- Боргоново-Валь-Тідоне
- Бознаско
- П'єве-Порто-Мороне
- Ровескала
- Сан-Дам'яно-аль-Колле
- Сармато
- Ціано-П'ячентіно